# Indakrinon
Indakrinon je diuretik Henleove petlje. Ovaj materijal se može koristiti kod pacijenata obolelih od gihta sa hipertenzijom kao antihipertenziv zato što smanjuje reapsorpciju urinske kiseline, dok je drugi diuretici povišavaju.